# Блерсбург (Айова)
Блерсбург (англ. Blairsburg) — місто (англ. city) в США, в окрузі Гамільтон штату Айова. Населення — 176 осіб (2020).

## Географія
Блерсбург розташований за координатами 42°28′42″ пн. ш. 93°38′34″ зх. д. / 42.47833° пн. ш. 93.64278° зх. д. (42.478375, -93.642833).  За даними Бюро перепису населення США в 2010 році місто мало площу 1,67 км², уся площа — суходіл.

## Демографія
Згідно з переписом 2010 року, у місті мешкало 215 осіб у 85 домогосподарствах у складі 66 родин. Густота населення становила 129 осіб/км².  Було 93 помешкання (56/км²).
Расовий склад населення:
| - 99,5 % — білих |

До двох чи більше рас належало 0,5 %. Частка іспаномовних становила 0,0 % від усіх жителів.
За віковим діапазоном населення розподілялося таким чином: 26,0 % — особи молодші 18 років, 55,9 % — особи у віці 18—64 років, 18,1 % — особи у віці 65 років та старші. Медіана віку мешканця становила 44,5 року. На 100 осіб жіночої статі у місті припадало 95,5 чоловіків;  на 100 жінок у віці від 18 років та старших — 91,6 чоловіків також старших 18 років.
Середній дохід на одне домашнє господарство  становив 61 717 доларів США (медіана — 52 500), а середній дохід на одну сім'ю — 76 181 долар (медіана — 63 750). За межею бідності перебувало 3,6 % осіб, у тому числі 0,0 % дітей у віці до 18 років та 4,4 % осіб у віці 65 років та старших.
Цивільне працевлаштоване населення становило 50 осіб. Основні галузі зайнятості: оптова торгівля — 18,0 %, будівництво — 18,0 %, виробництво — 16,0 %.